# Leucospermum conocarpodendron
Leucospermum conocarpodendron  es una especie de arbusto   perteneciente a la familia  Proteaceae. Es originaria de Ciudad del Cabo, en la Provincia Occidental del Cabo, Sudáfrica.

## Descripción
Tiene dos subespecies principales, viridum y conocarpodendron : 
La subespecie conocarpodendron está en peligro de extinción y se limita a unas pocas manchas en las laderas de granito de la montaña. Se acercó a la extinción cuando las laderas de la Montaña de la Mesa fueron plantadas comercialmente con árboles de pino invasoras, sin embargo, desde la retirada parcial de estas plantaciones se está haciendo una reaparición lenta. Se distingue por sus hojas de color gris (causado porque están cubiertas de pelo aterciopelado)
La subespecie viridum está clasificado como "casi Amenazada" y tiene una gama mucho más amplia, que se extiende hacia el este a lo largo de la costa del Cabo. Tiene hojas de color verde y sin pelo.

## Taxonomía
Leucospermum conocarpodendron fue descrita por (Carlos Linneo) H.Buek y publicado en Genera, species et synonyma Candolleana 4: 203 1874.